# Gentry
Gentry – ziemiaństwo angielskie lub inne rodziny żyjące na pewnym poziomie majątkowym nieposiadające tytułów szlacheckich.
Do gentry zalicza się:
- dziedzicznych rycerzy – baronetów i Hereditary Knights.
- pasowanych rycerzy, kawalerów orderów, banneretów.
- niesformalizowaną niższą szlachtę bez tytułu rycerskiego, posiadającą herb i posiadłość ziemską. Przy czym nadanie herbu (nieszlacheckiego) nie tworzy gentry, ale jest raczej formalnym stwierdzeniem rzeczywistego zaliczania się do tej grupy (jak w przypadku  ojca Williama Szekspira).